# Cítrea
Cítrea (em grego:  Κυθρέα) é uma cidade localizada no distrito de Nicósia, Chipre do Norte. Com população de 	11,895 habitantes pelo censo de 2011.